# Derek Weddle
Derek Keith Weddle (Newcastle upon Tyne, 27 dicembre 1935 – 11 marzo 2023) è stato un calciatore inglese, di ruolo attaccante.

## Caratteristiche tecniche
Era un'ala.

## Carriera
Dopo aver giocato nelle giovanili del Sunderland esordisce tra i professionisti con la prima squadra dei Black Cats nella stagione 1955-1956, giocando la sua prima partita nella prima divisione inglese il 24 dicembre 1955, nella sconfitta per 4-0 sul campo dell'Huddersfield Town; gioca una seconda ed ultima partita di campionato con il Sunderland il 17 novembre 1956 (una sconfitta per 1-0 sul campo dei gallesi del Cardiff City) per poi trasferirsi a stagione in corso al Portsmouth, club con cui fa il suo esordio l'8 dicembre 1956, in una partita di campionato persa per 4-1 sul campo del Leeds Utd; il 12 gennaio 1957 è invece decisivo nel pareggio per 1-1 sul campo dei londinesi dell'Arsenal, segnando nell'occasione il suo primo gol tra i professionisti. Nel prosieguo della stagione continua a giocare con regolarità: in totale gioca infatti 17 partite con 6 reti segnate.
Nella stagione 1957-1958 segna 2 reti nelle sue prime 2 partite stagionali, rispettivamente il 18 ed il 21 settembre, ma di fatto rimane ai margini della rosa fino al finale di stagione, quando gioca ulteriori 2 partite. Anche nella stagione 1958-1959, che i Pompey terminano all'ultimo posto in classifica e quindi con una retrocessione in seconda divisione, Weddle non trova continuità di impiego, giocando solamente 3 partite di campionato. A fine stagione si trasferisce ai semiprofessionisti del Cambridge City, con cui gioca per un biennio in Southern Football League (all'epoca una delle principali leghe calcistiche inglesi al di fuori della Football League).
Nell'estate del 1961 si trasferisce al Middlesbrough, club di seconda divisione, tornando così a giocare da professionista; nella stagione 1961-1962 segna un gol in 3 partite di campionato con il Boro, che a fine anno lo cede al Darlington in quarta divisione; Weddle rimane ai Quakers per le successive due stagioni, nelle quali totalizza complessivamente 37 presenze e 10 reti in incontri di campionato. Passa poi allo York City, altro club di quarta divisione: con i Minstermen nella stagione 1964-1965 conquista una promozione in terza divisione, categoria da cui poi retrocede nell'annata seguente: nell'arco dei suoi due anni di permanenza nel club mette a segno in totale 13 reti in 44 partite di campionato giocate. Va poi a chiudere la carriera ai semiprofessionisti del Gateshead.
In carriera ha totalizzato complessivamente 110 presenze e 32 reti nei campionati della Football League.

## Palmarès

### Club

#### Competizioni regionali
- East Anglian Cup: 1

Cambridge City: 1959-1960
- Cambridgeshire Professional Cup: 1

Cambridge City: 1960-1961